# Palazzo Avena
Il Palazzo Avena è un palazzo di Napoli, ubicato tra piazza Fuga e via Lordi, al Vomero.
L'edificio originariamente era costituito solo dalla facciata d'ingresso della settecentesca Villa Ruffo (o Villa Palazzolo o Villa Haas); essa venne completamente rifatta, tra il 1927 e il 1928, da Adolfo Avena, su commissione dell'Alto Commissario della Provincia di Napoli Gustavo Giovannoni per la risistemazione del piazzale di fronte alla Funicolare Centrale, che venne inaugurata nel 1928.
Avena conservò nel suo rifacimento il portale, mentre il resto fu rifatto completamente in stile eclettico con innesti Liberty. Notevole è il prospetto su via Lordi, innalzato in uno stile che si avvicina alle avanguardie architettoniche nord-europee.
Il cardinale Ruffo acquistò la villa settecentesca dal ministro Donato Tommasi per abitarvi. Alla sua morte, i nipoti vendettero la proprietà alla parente principessa di Palazzolo, i discendenti della quale la vendettero a sua volta ad i fratelli Enrico e Clemente Haas.

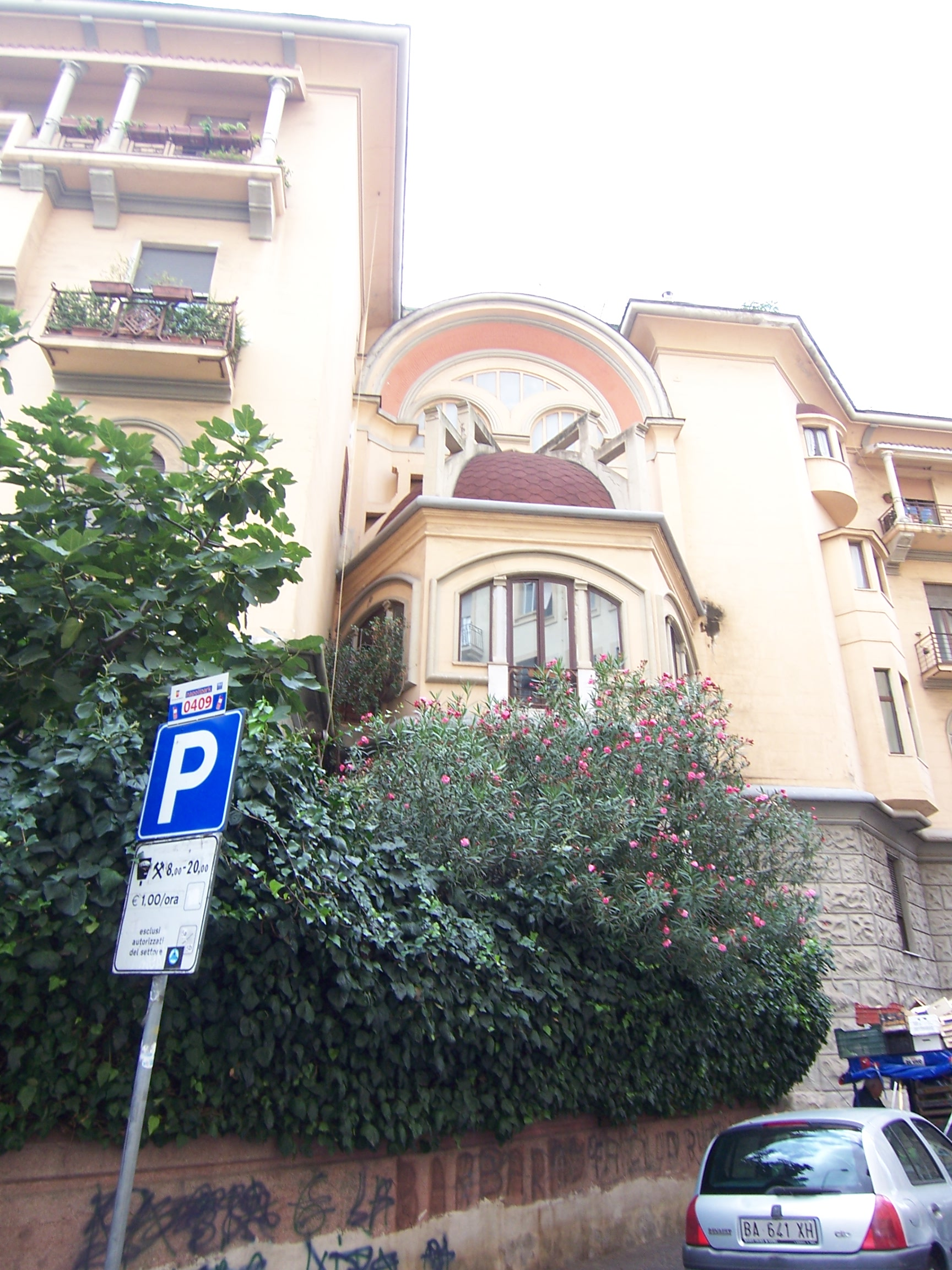
Prospetto di Via Lordi